# Jan Bylczyński
Jan Bylczyński h. Dęboróg (ur. 4 listopada?/16 listopada 1895 w Tołoczkach, pow. grodzieńskim, zm. 22 października 1977 w Korwiu) – major artylerii Wojska Polskiego.

## Życiorys
Był synem Feliksa Bylczyńskiego – carskiego oficera i Rozalii z domu Klawe.
Ukończył:
- 1909–1914 – Szkołę Realną w Grodnie,
- 1914–1915 – Szkołę Realną w Borowiczach,
- 21.12.1916–30.06.1917 – Сергиевское артиллерийское училище (Siergiejowską Szkołę Artylerii w Odessie),
- 7/8.1919 – Oficerską Szkołę Artylerii w Rembertowie,
- 1921–1922 – Wydział Prawa Uniwersytetu Stefana Batorego w Wilnie.

W listopadzie 1916 roku wstąpił do armii carskiej. Służył w Lidzie. Od grudnia 1916 studiował w Siergiejowskiej Szkole Artylerii w Odessie. Po powrocie do pułku służył jako chorąży (praporszczik) w 3 Samodzielnym Dywizjonie Artylerii Ciężkiej (3-й отдельный полевой тяжелый артиллерийский дивизион w 28 Korpusie Armijnym generała W. A. Slusarienko, następnie generała-lejtnanta M.M. Butczika) na Froncie Północnym w rejonie Jakobstad (obecnie Jēkabpils na Łotwie, w Łatgalii). Od grudnia 1917 do maja 1918 roku przebywał na urlopie w Pietrozawodsku, w Karelii. Po zdemobilizowaniu z armii rosyjskiej wrócił w rodzinne strony.
W grudniu 1918 roku generał-major Mikołaj Sulewski powołał go do oddziału Samoobrony Ziemi Grodzieńskiej, gdzie służył (wraz z bratem, Leopoldem Bylczyńskim, także byłym carskim praporszczikiem) do lipca 1919 roku. Odznaczył się bohaterskim odparciem ataku oddziału litewskiego. Za ten czyn został odznaczony Krzyżem Walecznych. W lipcu 1919 został awansowany na podporucznika. Od sierpnia 1919 roku dowodził batalionem artylerii w 1 pap w Wołkowysku. Brał udział w ofensywie wileńskiej (w „buncie” gen. Żeligowskiego i zajęciu 20.10.1920 Wilna). W latach 1920–1921 w Wojskach Litwy Środkowej.
W wojnie polsko-bolszewickiej, w okresie 7.3.1920–15.12.1920, w służbie 1 Brygady Wojsk Litewsko-Białoruskich (3 dyon 1 papl) brał udział w walkach pod Busznem, Berezyną, Olinną, Janowem, Dokszycami, Budsławiem, Dołhinowem, Radzyminem, Gródkiem, nad rzeką Niełupą, Brańskiem, Bryszmianami, Nową Rudą, Głuszniewem, Bukiszkami i Bielami.
Za bohaterski czyn podczas ataku Grodzieńskiego Pułku Piechoty na Starą Rudę został odznaczony Krzyżem Walecznych po raz drugi (na wniosek dowódcy – ppłk. Jana Górskiego). Po włączeniu Litwy Środkowej do Polski pozostał w macierzystym pułku (w 1 dywizjonie) w Nowej Wilejce. W 1921 roku ukończył 3 miesięczne szkolenie uzupełniające w Głównym Centrum Wyszkolenia Artylerii w Kobryniu pod dowództwem generała-podpor. Ignacego Ledóchowskiego.
Był członkiem Związku Strzeleckiego w Wilnie. W 1932 roku awansowany na kapitana (rozkazem z dn. 1.01.1928 r.), a 1 stycznia 1935 roku na majora art. Tuż przed wrześniem 1939 roky Bylczyński był na etacie kwatermistrzowskim.

## Kampania wrześniowa
W kampanii wrześniowej pułk wziął udział w ramach 19 Dywizji Piechoty w składzie Armii „Prusy”. 19 pułk artylerii lekkiej został przydzielony do 38 Dywizji Piechoty Rezerwowej. 1 września pułk został ześrodkowany w rejonie Łowicz – Sochaczew. 3 września organizował obronę Tomaszowa Mazowieckiego, 4 września obronę na przedpolu Piotrkowa Trybunalskiego. 5 września odpierając niemieckie uderzenie na Piotrków Trybunalski poniósł ciężkie straty i został zmuszony do odwrotu za Pilicę. Po tych walkach 19 Dywizja Piechoty została rozdzielona na dwie grupy, i tak też podzielił się 19 pal. I dywizjon i część II-go walczyła nadal w grupie dowodzonej przez płk Tadeusza Pełczyńskiego, a dowodzenie IV dywizjonem objął ppłk Jan Kruk-Śmigla. Resztki 19 pułku artylerii lekkiej zakończyły swój szlak bojowy 27 września pod Terespolem.
Żoną Jana Bylczyńskiego była Natalia "Niusia" Bylczyńska (z domu Pelikan), łączniczka wileńskiego okręgu AK, zesłana (wraz z Danutą Szyksznian "Sarenką") do łagru NKWD pod Saratowem. W wileńskim mieszkaniu Bylczyńskich mieściła się komórka AK.
Jan Bylczyński zmarł 22 października 1977 roku w Korwiu k. Mejszagoły.

## Ordery i odznaczenia[2]
- Krzyż Walecznych (dwukrotnie: 1921)
- Srebrny Krzyż Zasługi (10 listopada 1928)[7]
- Krzyż Zasługi Wojsk Litwy Środkowej (1926)
- Medal Pamiątkowy za Wojnę 1918–1921 (1928)
- Medal Dziesięciolecia Odzyskanej Niepodległości (1928)
- Odznaka Pamiątkowa Związku Strzeleckiego
- Odznaka Honorowa Wojsk Litwy Środkowej